# 台東區立書道博物館

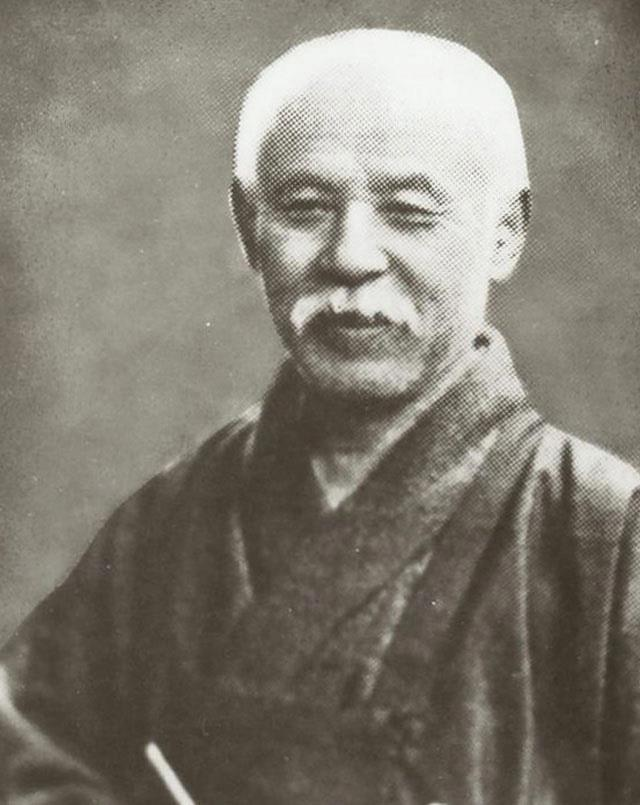
創設者 中村不折

台東区立書道博物館是日本东京台东区根岸的一处中华和日本的书法博物馆。

## 简介
台東区立書道博物館是由日本油近代画家、书法家中村不折于1936年在前身“金石馆”的基础上按照博物馆的样式所创建的。自成立起，中村家族运营了该博物馆60年后于1995年捐赠给台东区，并于2000年以台东区立书道博物馆重新开放。包括甲骨文、青铜器、陶器、玉器、玺印、法帖、墨迹、经卷以及敦煌吐鲁番文书等在内的超过16000件中日历史珍贵藏品藏于台東区立書道博物館。其中包括11件重要文化财和5件重要美術品。

## 历史
- 1936年书道博物馆正式开馆。第一代館長为中村不折。
- 1943年中村不折离世。第二代館長为其子中村丙午郎。
- 1952年，新议定的《博物馆法》中明确指定“书道博物馆”为第三号。
- 1990年中村丙午郎离世。第三代館長为中村初子。
- 1995年書道博物館閉館，并捐赠给台東区。
- 1999年中村不折記念館建设完成。
- 2000年台東区立書道博物館重新開館。

## 藏品
- 《春秋左传》残卷
- 《郑玄注本论语》 残卷
- 《三国志吴志 卷第十二》 残卷
- 《三国志吴志 卷第二十》 残卷
- 《抱朴子内篇巻第一》残巻
- 《庄子 天運篇第十四、知北遊篇第廿二》
- 《法句譬喻经 巻第三》残巻
- 《大菩萨藏经 第一卷》残巻
- 《摩诃般若波罗蜜经 巻第十四》残巻
- 宋版《十誦尼律 巻第四十六》
- 句道興撰《捜神記》 等11件重要文化财。

以及
- 《戈二吴》
- 《熹平石经》
- 《正始石经》
- 唐武则天时期的印刷品《妙法莲花经》残卷
- 唐颜真卿 《自书告身帖 》
- 宋蔡襄《谢赐御书诗表 》
- 王献之《地黄汤贴》

等珍贵文物。
和
- 吴建兴二年铜制圣兽镜
- 魏甘露五年铜制兽颈镜
- 銅製戈
- 銅製戈
- 永寿二年三月瓶

等5件重要美術品。
其他的还有
- 《朱岱林墓志铭》
- 《西岳华山庙碑》
- 《魏灵藏造像记》
- 《三体石经残石 》

等碑刻作品。